# Proposition
För begreppet proposition i filosofi, se påstående och tes.
Ordet proposition i sin ursprungliga bemärkelse avser ett muntligt eller skriftligt förslag till beslut. Dock förekommer ordet proposition idag i framförallt två särskilda bemärkelser:
1. I Sverige och Finland är proposition ett förslag om ett beslut som regeringen respektive statsrådet lägger fram inför riksdagen. Propositioner i Sverige får ett nummer i Regeringskansliets rättsdatabaser som består av förkortningen Prop., riksdagsåret och ett löpnummer. Exempelvis Prop. 2016/17:30. I en förening är en proposition normalt ett förslag från styrelsen som läggs fram för beslut vid årsmöte eller liknande föreningsmöte.
2. Benämning på det förslag en ordförande i en beslutande församling (t.ex. talmannen i riksdagen eller en mötesordförande i en föreningsstämma) presenterat för församlingen att besluta kring. Oftast formuleras detta som en fråga som kan besvaras med ja eller nej (d.v.s. frågar för varje förslag som kommit fram om deltagarna bifaller det), och benämns som att ordföranden ställer proposition på förslagen[2][3][4]. Ordet proposition i denna bemärkelse återfinns t.ex. i följande sammanträdestekniska termer i samband med eliminationsmetoden:
  - propositionsordning – den ordning vilket flera förslag i ett ärende presenteras så att den beslutande församlingen kan ta ställning till dem (t.ex. först omröstning mellan förslagen A och B, där det segrande förslaget sedan går vidare till omröstning mot förslag C).
  - omröstningsproposition – förslag på beskrivning av hur en omröstning kommer att gå till (t.ex. vad en ja-röst resp. en nej-röst innebär och hur många röster som krävs för bifall). Det förslag som stöds genom att rösta ja benämns ibland ja-proposition, och det förslag som stöds genom att rösta nej benämns ibland nej-proposition.
  - huvudproposition – det huvudförslag som ordförande utser att slutomröstningen ska handla om.
  - kontraproposition – det motförslag som huvudförslaget ska ställas mot. Finns flera potentiella motförslag ska dessa uteslutas parvis i en process som ibland benämns kontrapropositionsvotering (förberedande omröstningar) så att endast ett motförslag återstår till slutomröstningen mot huvudförslaget.
  - propositionsvägran – det att ordförande i en församling vägrar att lägga fram ett förslag för församlingen att kunna fatta beslut kring, t.ex. därför att förslaget strider mot lag. I övrigt ska ordförande ställa proposition på alla förslag som kommit fram under överläggningen[3].
  - begäran om proposition – en begäran från en mötesdeltagare att en diskussion (debatt) avslutas eftersom det bedöms att församlingen tagit del av de nödvändiga argument och upplysningar som behövs för att församlingen ska kunna ta ställning i sakfrågan[5]. Benämns också streck i debatten[5][6].